# Serjilla
Serjilla (in arabo سيرجيلة‎?, raramente trascritta anche Serdjilla e Sirdjilla) era un insediamento bizantino ed è una delle città antiche meglio conservate del massiccio calcareo nel nord-ovest della Siria. 
Si trova nell'area del Gebel Riha, circa 65 km a nord di Hama e 80 km a sud-ovest di Aleppo, molto vicina al sito di un'altra città morta: Bara.
Gli edifici residenziali signorili molto ben conservati risalenti al V e al VI secolo d.C. fanno di Serjilla la più nota tra le città morte. 

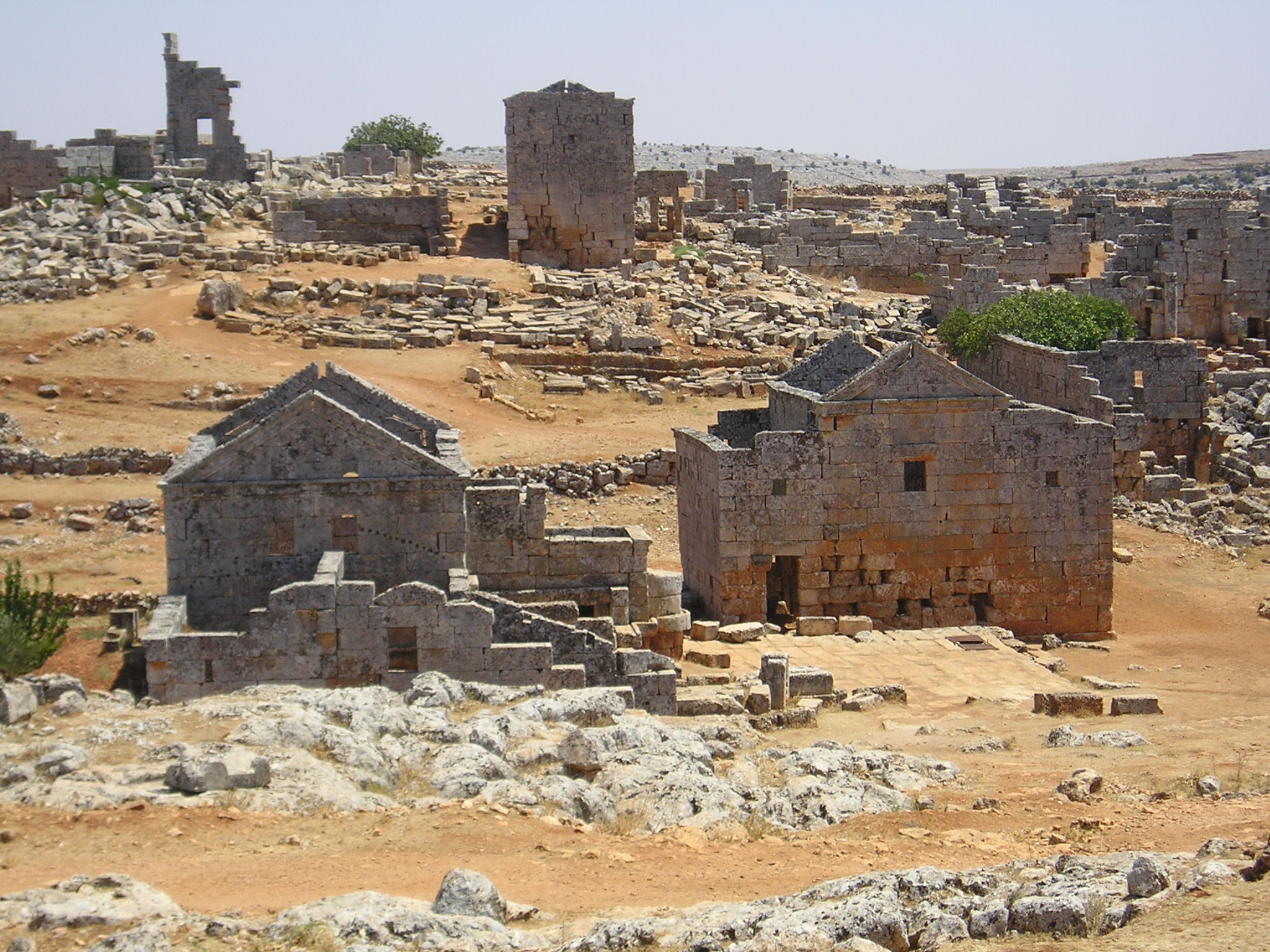
La zona dell'impianto termale (a sinistra) e dellAndron (a destra)

## Ubicazione

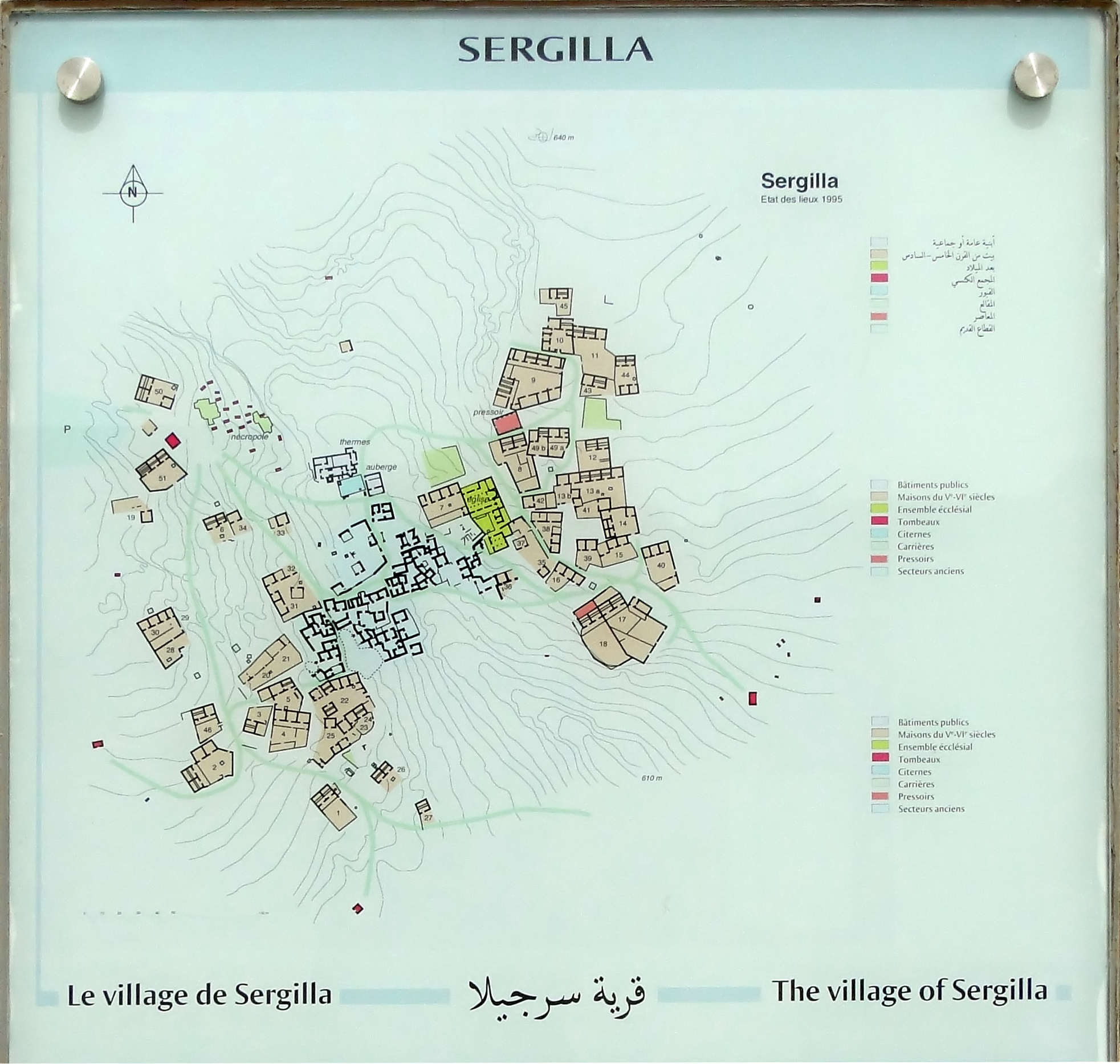
Pianta dell'area delle rovine. L'accesso al sito avviene dall'angolo in alto a sinistra della pianta

Serjilla si trova nel Governatorato di Idlib, circa 35 chilometri a sud di Idlib e a circa 700 metri di altitudine, tra le colline brulle e scarsamente popolate del Gebel Zawiye (chiamato anche Gebel Riha).
Il sito è raggiungibile da Ariha. In alternativa vi si può arrivare partendo da Maarat an-Numan seguendo una strada che va verso ovest passando per il villaggio di Kafr Nabl (dopo dieci chilometri) e percorrendo altri sei chilometri, subito dopo aver passato i più piccoli insediamenti antichi di Btirsa e Muglaya (Muğleyya).
Si svolta a nord alla prima diramazione: dopo due chilometri si raggiunge Ba'uda, che è riconoscibile da una tomba a piramide, e dopo altri due chilometri si giunge a Serjilla.
La grande città bizantina di al-Bara si trova lungo un'altra strada e dista quattro chilometri in direzione nord-ovest.
Dal parcheggio degli autobus è possibile osservare le rovine della città poste in un'ampia vallata.

## Descrizione
Nel centro della città, la cui storia inizia alla metà del IV secolo e termina dopo il VII secolo, i due edifici meglio conservati sono adiacenti.
Essi risalgono al V secolo e costituiscono un complesso edilizio pubblico.
Nella progettazione, corrispondono alle grandi ville private, a due piani, realizzate con solidi blocchi di calcare e con tetti a doppio spiovente con frontone.
Vi è una distinzione generale tra le case private, che di solito si aprono su un cortile interno circondato da un alto muro, e gli edifici pubblici, i cui ingressi si aprono sulle strade.

### Edifici pubblici
I due edifici pubblici furono studiati nel 1860 da Melchior Comte de Vogüé e da allora il loro stato di conservazione è cambiato poco.

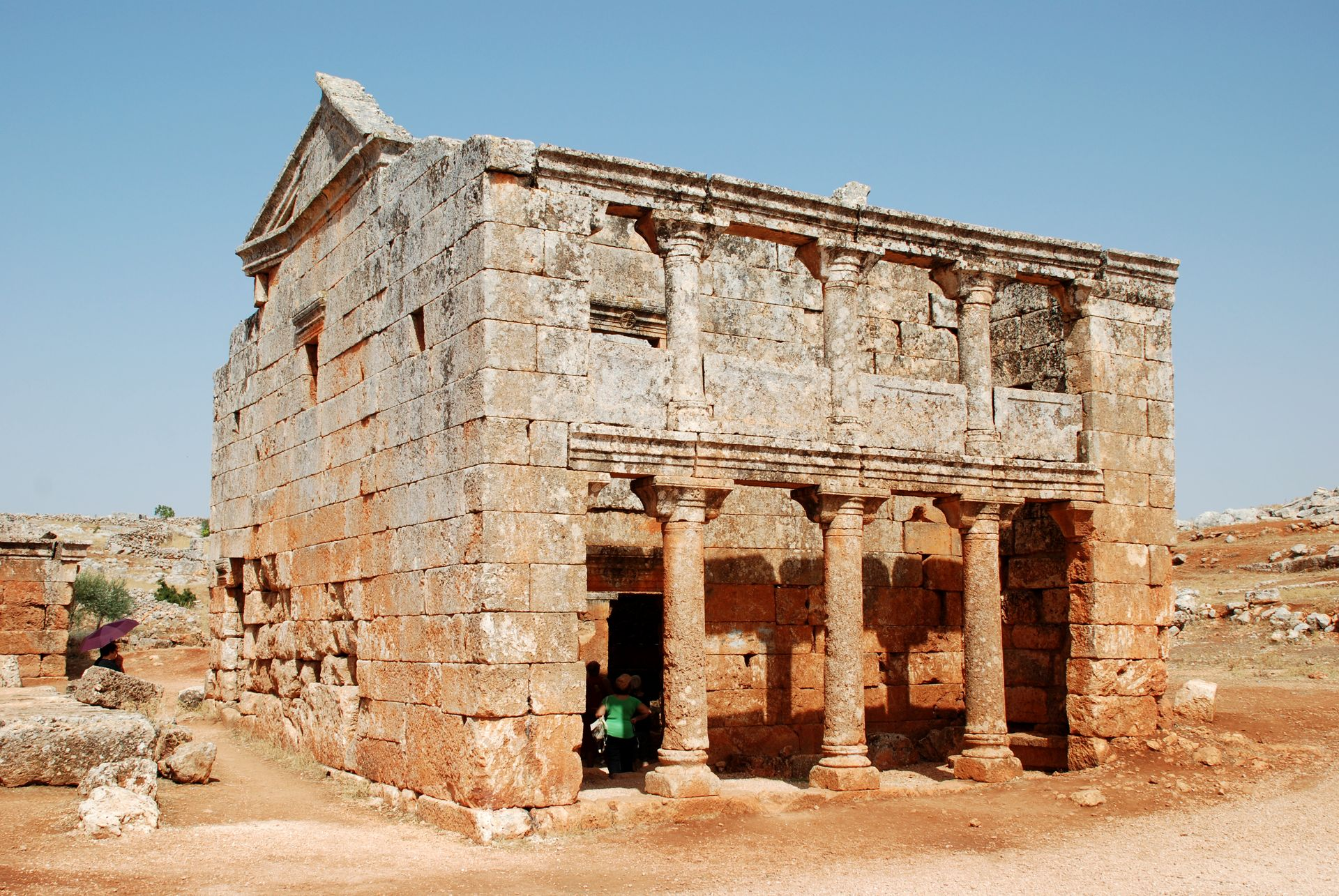
Lato meridionale dellAndron. Colonne con "capitello siriano"

L'Andron, che svolgeva la funzione di casa della comunità e di albergo per uomini, possedeva al piano terra un ripostiglio o granaio e al piano superiore una grande stanza indivisa che fu utilizzata come sala riunioni.
Il lato meridionale d'ingresso si presenta con un portico a due piani avente i lati chiusi e tre colonne.
Nel V e nel VI secolo, i porticati colonnati delle case sono tipici della zona di Gebel Zawiye, mentre, nel settentrione del massiccio calcareo, almeno gli architravi inferiori sono sostenuti da pilastri.
Le colonne di ciascun piano sono sormontate da semplici capitelli dorici, che sono realizzati in una particolare variante stilistica, con distanziatori plastici lateralmente sporgenti.
Questo stile locale dei capitelli è stato definito da Howard Crosby Butler come "siriano".
L'uso del capitello siriano è stato riservato agli edifici residenziali; nelle chiese si ritrova solo a Btirsa e presso la chiesa meridionale di Ruweiha.
Butler soggiornò brevemente a Serjilla per la prima volta come membro della Spedizione americana del 1899/1900. In occasione della visita successiva del 1904/1905, eseguì prima indagini approfondite.
L'impianto termale adiacente e isoorientato può essere datato grazie a un pavimento a mosaico, che Butler rinvenne nel 1900.
Il mosaico raffigura un melograno in una maniera un po' provinciale, come in un motivo a mosaico simile rinvenuto nella chiesa del profeta Elia a Madaba, in Giordania. Esso reca data 784 dell'Era seleucide, che corrisponde al 473 d.C..
Nella metà settentrionale del centro termale si trovavano un salotto ed uno spogliatoio, mentre nella parte meridionale si trovano solamente pochi resti di una serie di bagni di acqua calda e fredda.
Esternamente si trova una cisterna.
La parte settentrionale dell'edificio, con il timpano ancora in piedi, aveva un tetto a doppio spiovente, mentre il tetto piatto della parte meridionale era ricoperto con lastre di pietra. Il bagno fu fondato da un Julianos e da sua moglie Donna.
Le finestre rettangolari del lato ovest non hanno alcuna cornice, mentre le due finestre ad arco adiacenti del lato est sono incorniciate da un profilo, che attraversa la finestra sopra di essa verso l'interno, ripiega sopra all'angolo inferiore della finestra, perpendicolare all'orizzontale e si ferma dopo un breve tratto. 
Questo dimostra come il progetto delle chiese potesse interessare anche edifici profani. Così, nelle chiese contemporanee, la finestra orientale presso l'altare era evidenziata rispetto alle altre finestre. L'enfasi di questa finestra suggerisce che, sotto di essa, ci fosse l'ingresso principale allo stabilimento termale.

### Edifici privati
Anche parecchi degli edifici privati dimostrano la ricchezza e il carattere urbano del luogo. Insolito è il ricco disegno della facciata con cornicioni e finestre della casa n. 18, che si trova in posizione leggermente superiore, con l'ingresso posto dalla parte opposta rispetto al villaggio.
L'edificio aveva un portico a due piani sul lato sud, di cui l'intera parte inferiore delle colonne è tuttora in situ. La sua condizione non è cambiata da quando nel 1900 la descrisse Butler.
Le varianti di tipologia dei capitelli delle colonne del portico superiore corrispondono a quelle della Chiesa di Muglaya, così la casa è stata costruita probabilmente alla fine del V secolo. In generale, le prime case private sono state costruite inizialmente con cornici sulle pareti esterne a Gebel Zawiye dopo la metà del V secolo. La successiva casa n. 17 risale al VI secolo.
Anche le abitazioni n. 2 e n. 9 possedevano un portico a sud.
Della casa n. 2 si sono conservate una colonna con capitello e un architrave e la facciata fino alla cornice superiore.
Della casa n. 9 sussistono due colonne inferiori con architrave e parti delle pareti esterne di nordovest e est. I capitelli delle colonne sono di tipo tuscanico.
Una caratteristica peculiare di Serjilla sono, oltre ad alcune piccole finestre, delle nicchie circolari incorniciate da un profilo ricavate nelle pareti esterne, nelle quali probabilmente si collocavano delle lampade.

### Chiesa
La basilica a tre navate di Serjilla corrisponde per forma e dimensioni dell'abside alle chiese delle città vicine di Dalloza e Muglaya.
Sui sei pilastri delle pareti della navata c'erano alte "architravi arcuate" (architravi che nella parte inferiore sono scolpite ad arco).
Nella parete sud si aprivano due ingressi, altri due nella parete nord e almeno una porta era presente sul lato ovest.
In ogni caso una porta a sud e una a nord avevano un portico.
L'abside semicircolare era realizzata all'interno della parete orientale esterna ed era affiancata da stanze laterali rettangolari.
Di queste, quella settentrionale fungeva da Martyrion (stanza delle reliquie), quella meridionale era collegata tramite una porta con la navata laterale e tramite un'altra con il coro ed è quindi identificata come Diaconicon.
Almeno per questa stanza - come in altre chiese simili (come in Jerada) - è certo che in origine essa fosse a due piani.
In una fase costruttiva successiva, il lato nord e la sala adiacente all'abside sono stati riorganizzati a transetto.
Delle pareti si conservano la parte meridionale dell'abside al livello del cornicione interno, le pareti esterne del Martyrion, la parte orientale della facciata sud fino alla gronda e alcune fondazioni della parete nord. 
A terra sono stati trovati cinque capitelli tuscanici, quattro dei quali con echino profilato e uno con echino liscio.
Butler datò la chiesa alla metà del V secolo e gli ampliamenti alla fine del secolo.

## Galleria d'immagini

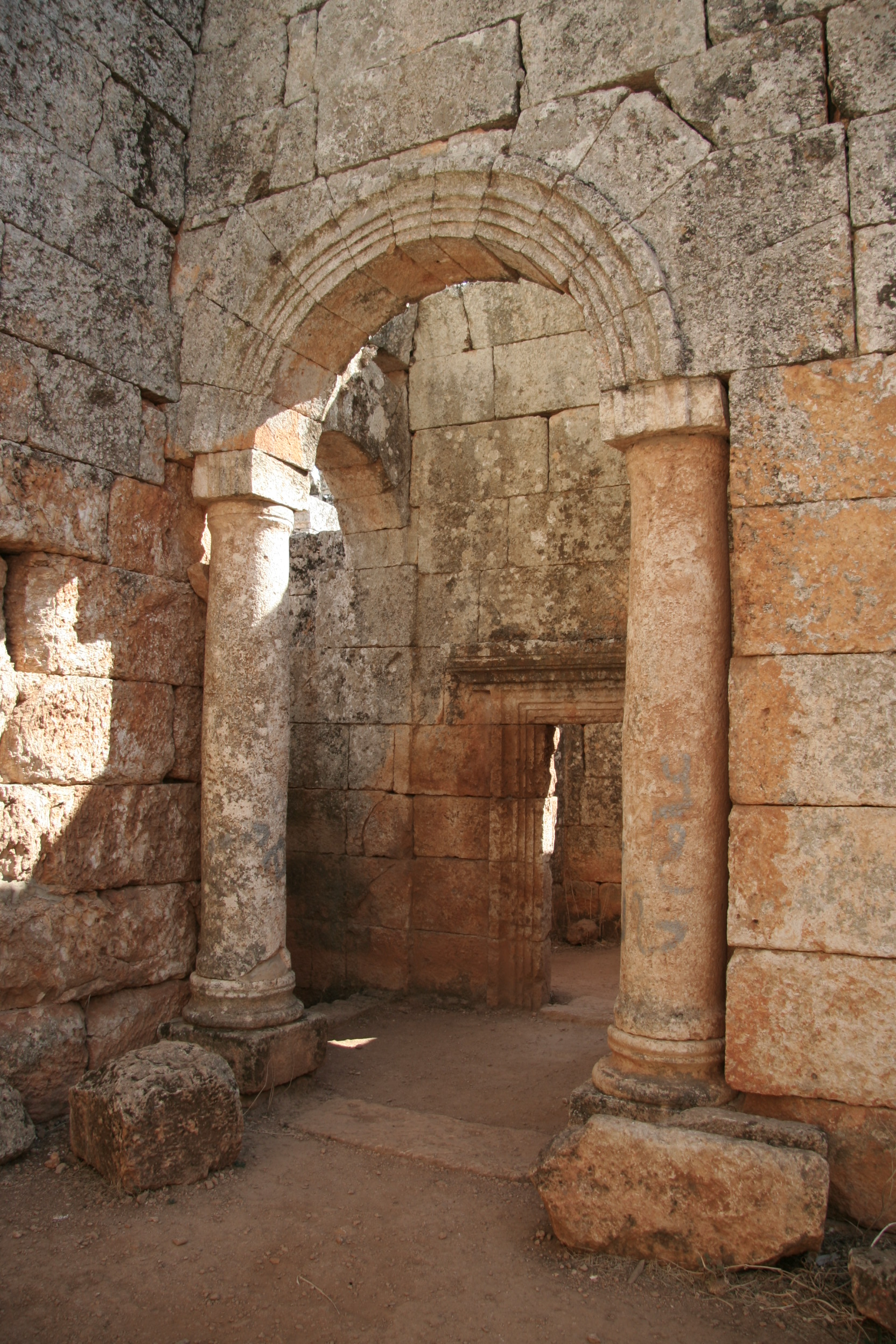
edificio termale
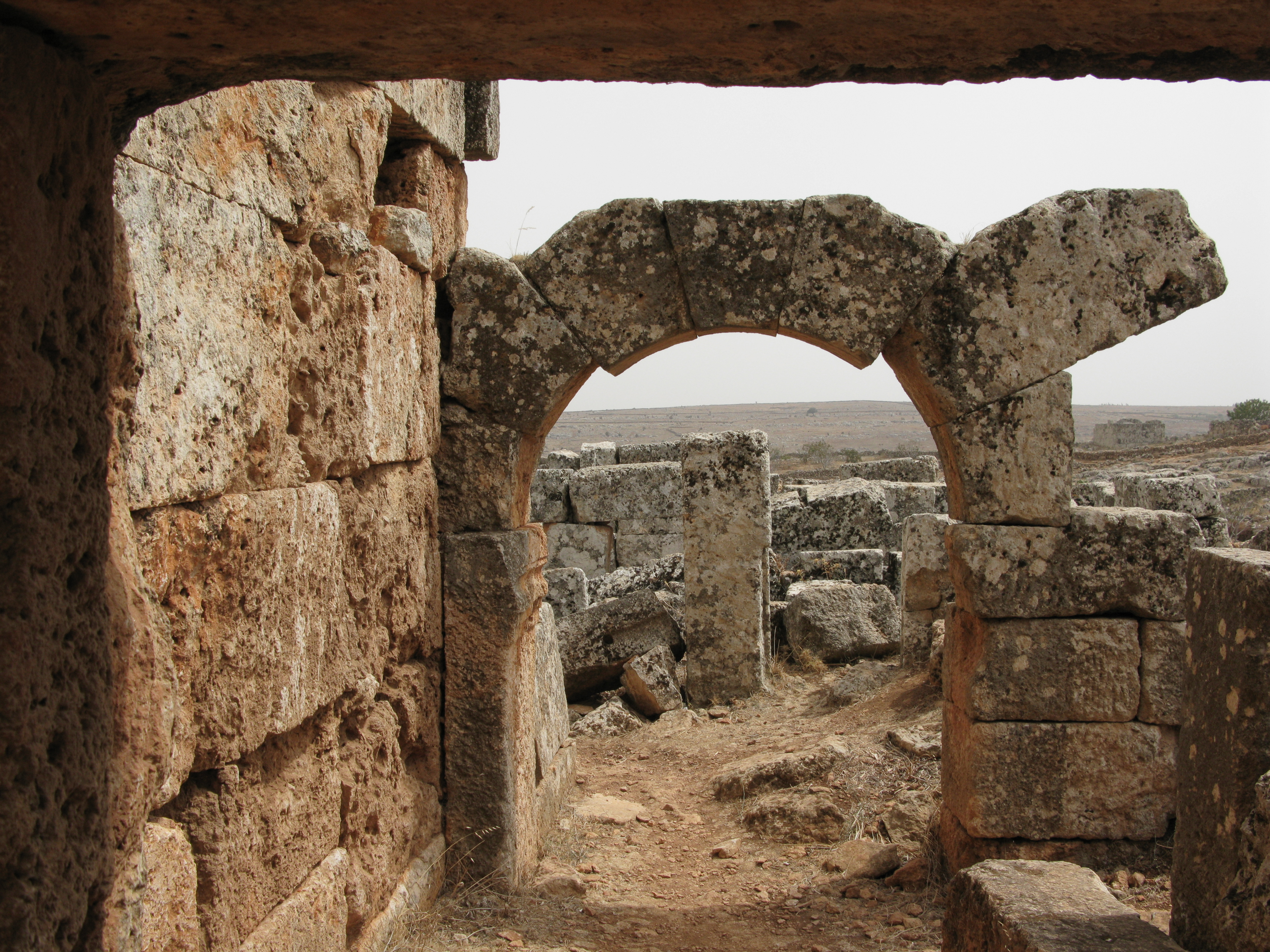
edificio termale
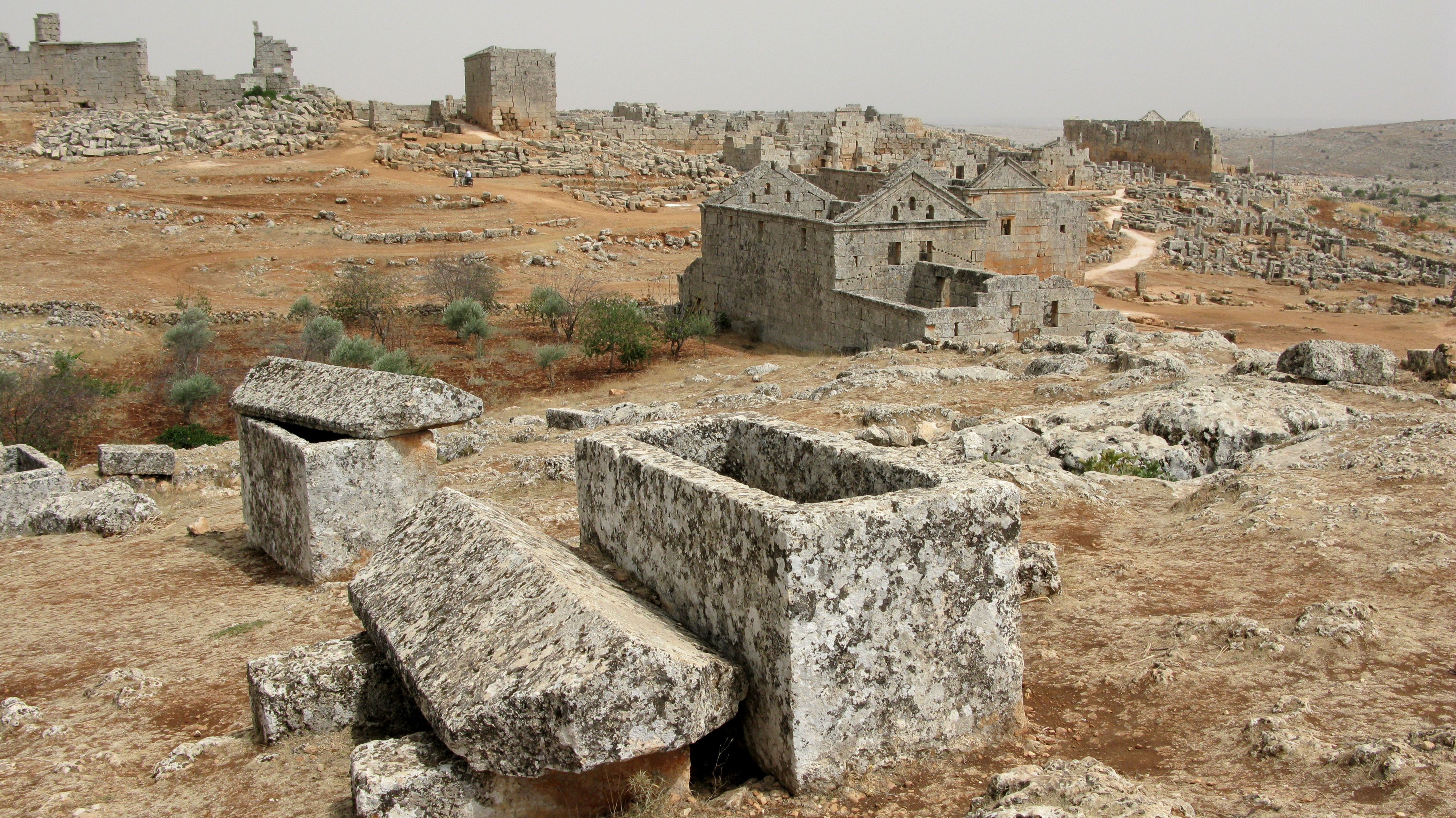
sarcofago
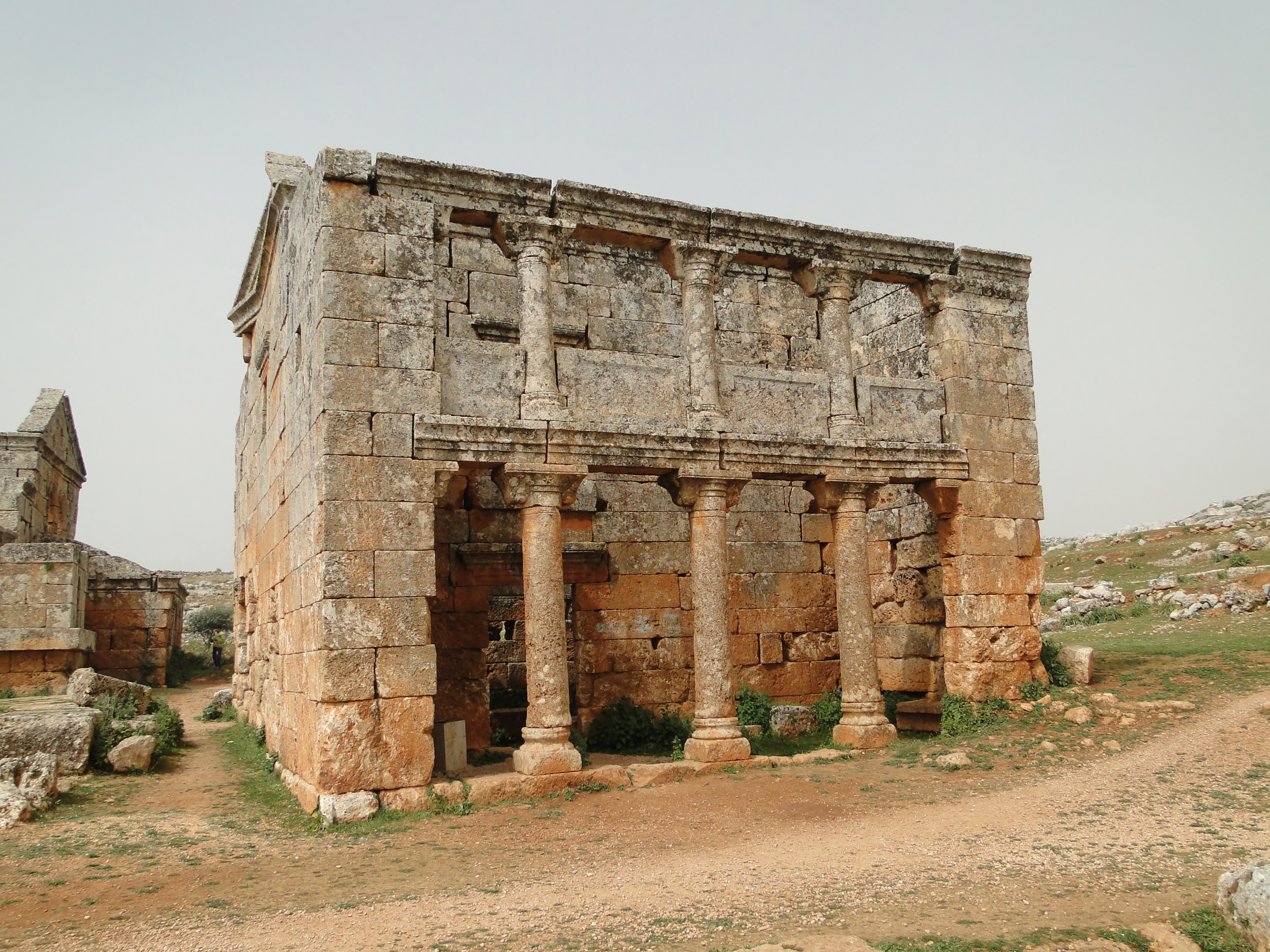
taverna
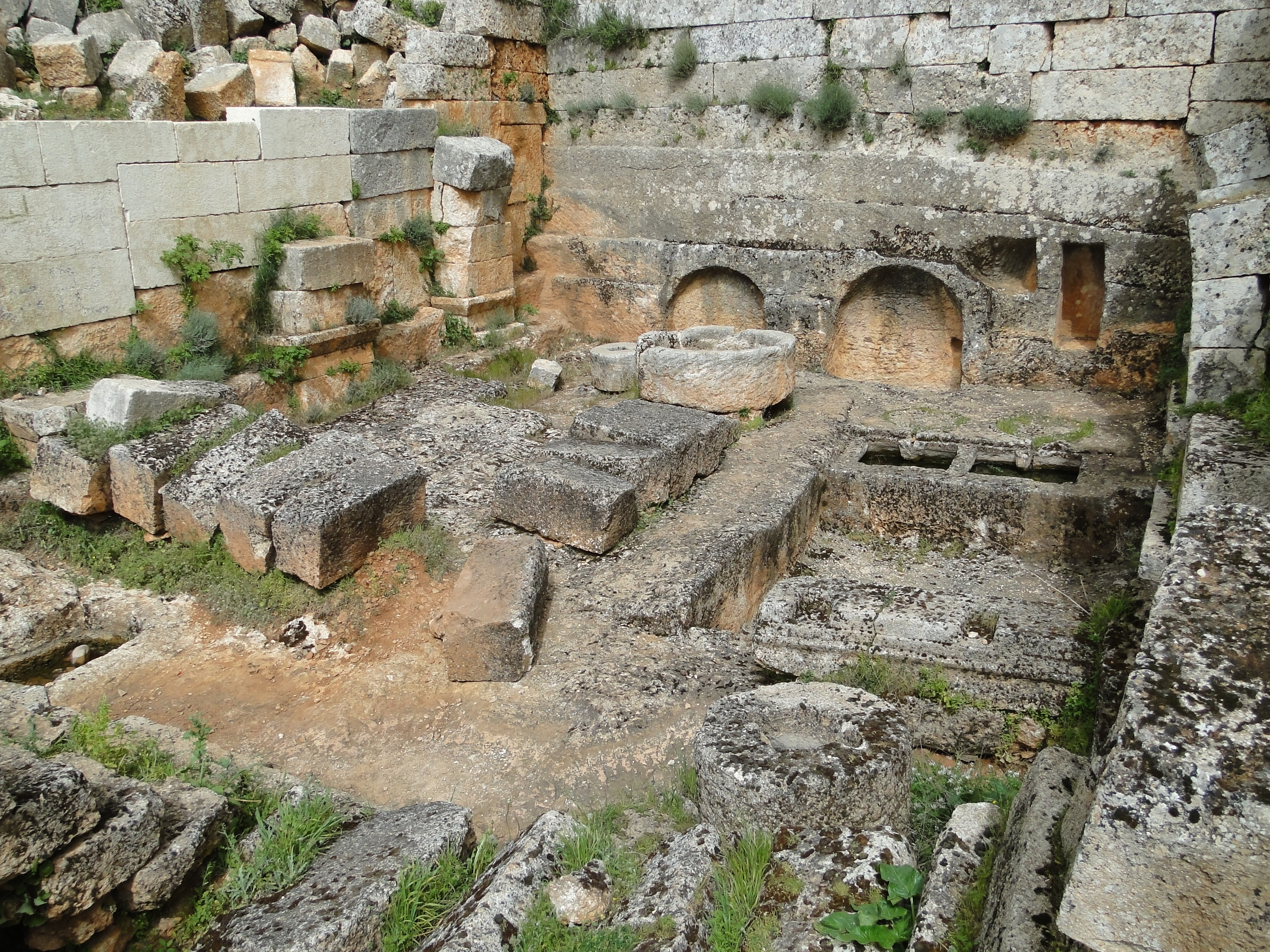
frantoio
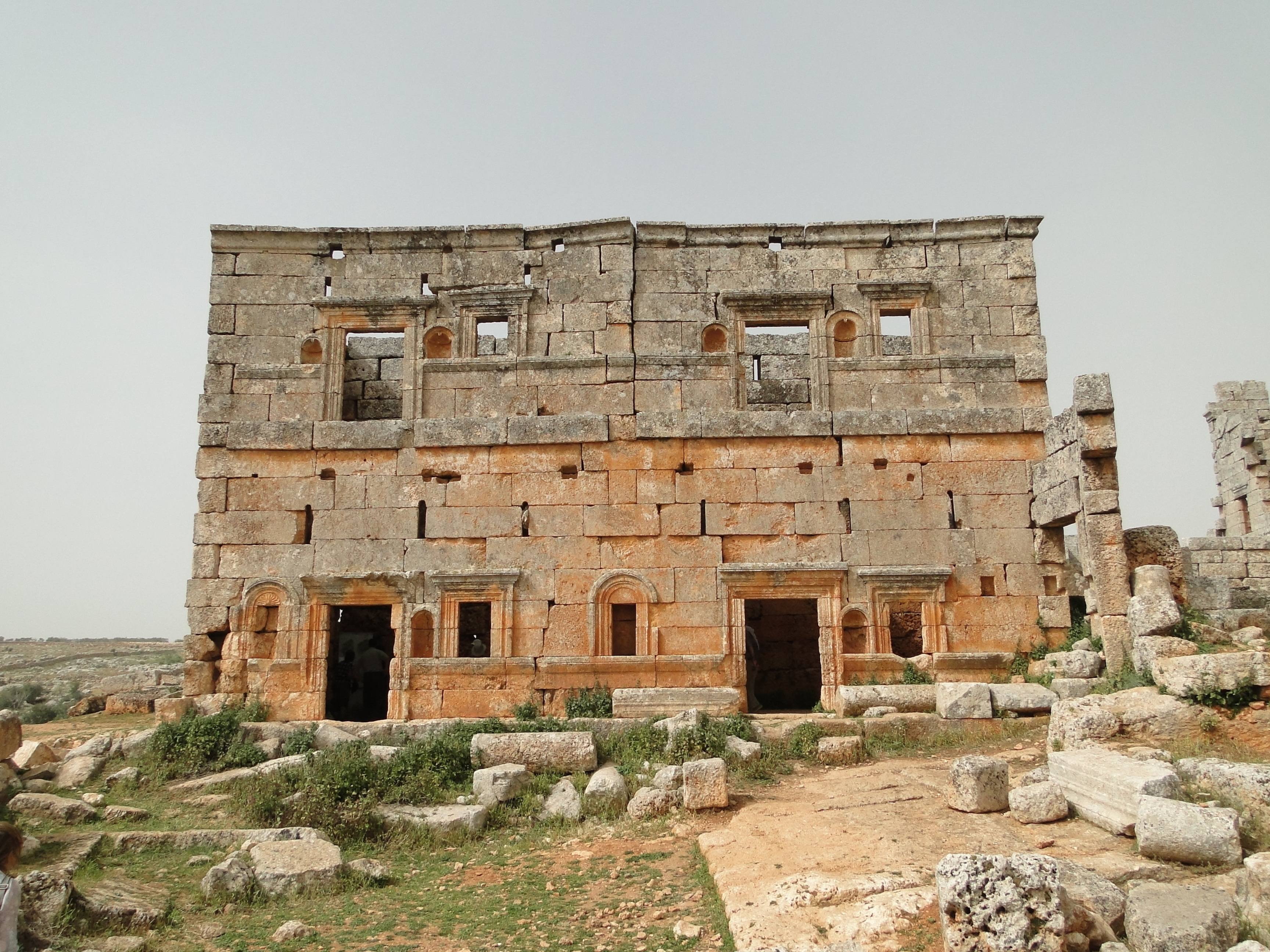
abitazione
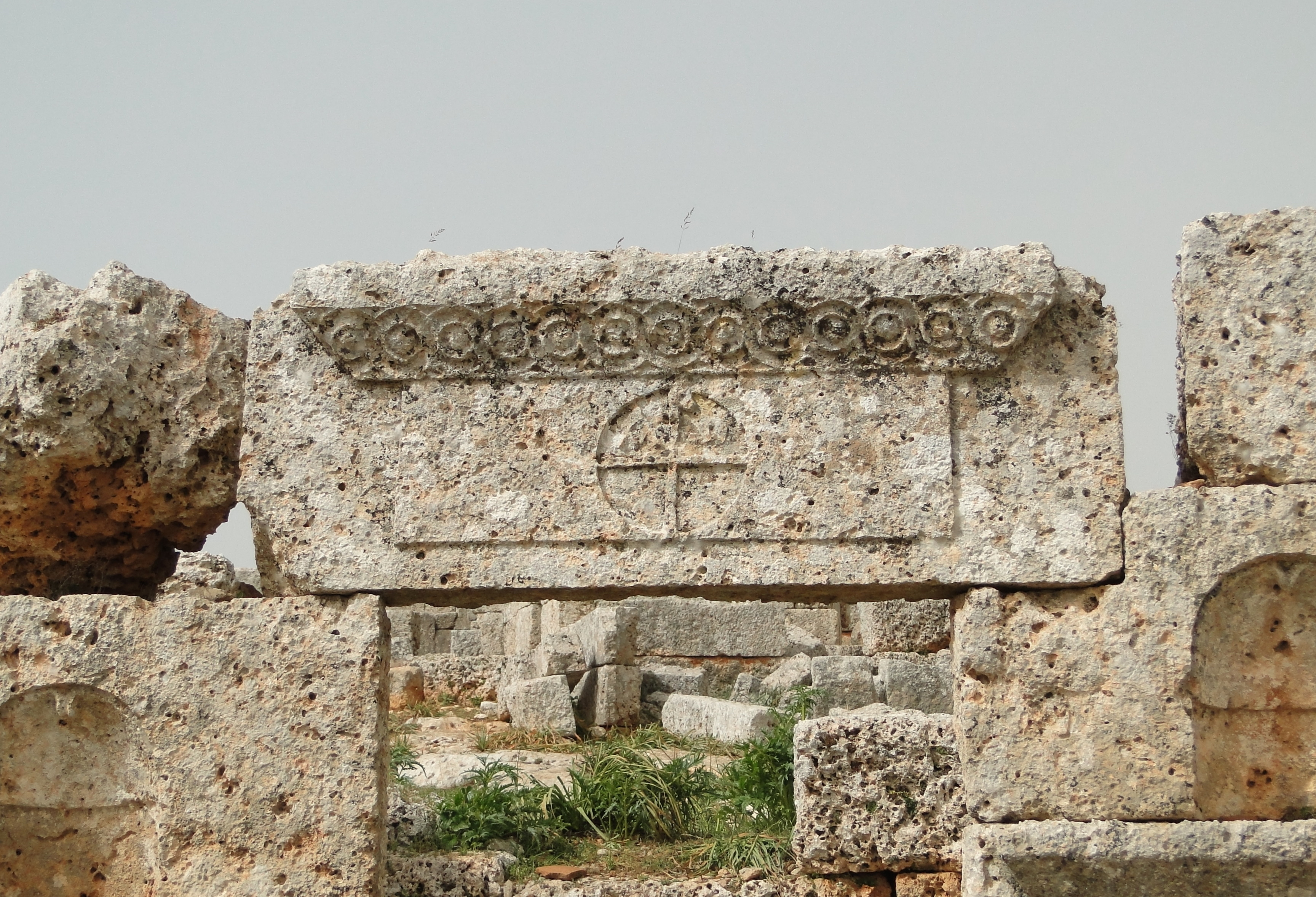
architrave
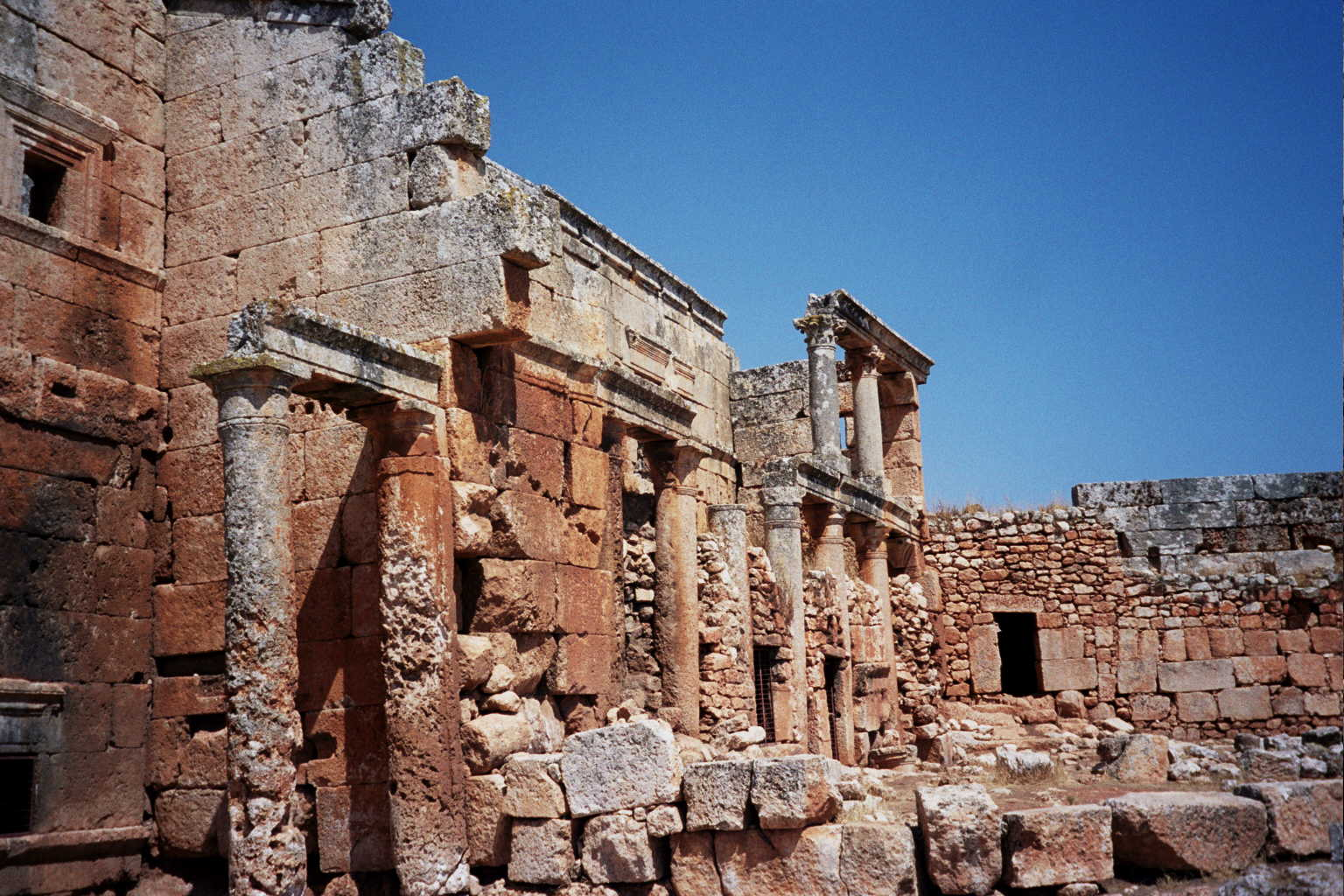
facciata con colonne